# 470600 Calogero
470600 Calogero è un asteroide della fascia principale. Scoperto nel 2008, presenta un'orbita caratterizzata da un semiasse maggiore pari a 2,6034398 au e da un'eccentricità di 0,2070708, inclinata di 5,74632° rispetto all'eclittica.